# Polizia di frontiera aerea
La Polizia di frontiera aerea (detta anche Polaria) è il settore della polizia di frontiera italiana, operante negli aeroporti, adibita a svolgere attività di controllo e prevenzione al fine di scongiurare eventuali attacchi terroristici.
È inquadrata presso il Dipartimento della Pubblica Sicurezza del Ministero dell'Interno - Direzione centrale dell'immigrazione e della polizia delle frontiere - Servizio polizia delle frontiere e degli stranieri.

## Disciplina normativa
Il direttore di aeroporto è il terminale periferico del Ministero delle Infrastrutture e dei Trasporti in fatto di amministrazione dell'aviazione civile, egli è il responsabile della circoscrizione di competenza dove svolge però anche funzioni di polizia aeroportuale, aeronautica e giudiziaria (quest'ultima solo per i reati comuni commessi all'interno dell'aeroporto). Nella sua funzione amministrativa il direttore riceve atti, denunce e querele qualora non ci sia un ufficio di pubblica sicurezza, riscuote le tasse aeroportuali, tiene la contabilità dei fondi e invia periodicamente rendiconti sulle attività svolte al Ministero dell'Interno. La polizia aeroportuale vigila sulla sicurezza aeroportuale e ha il potere di prevenire ogni violazione di legge all'interno dell'aeroporto o aviosuperficie. Nella funzione di polizia aeronautica ha il compito di tutelare gli interessi pubblici connessi alla navigazione aerea, perciò si assicura che tutte le attività aeronautiche avvengano nel rispetto delle norme tecniche e di sicurezza, può vietare ad esempio l'approdo di aeromobili per motivi di sicurezza e deve prestare soccorso agli aeromobili che lo necessitino.
Nella sua attività è coadiuvato da alcuni comitati tecnici: il C.A.S.O per la sicurezza operativa, il C.S.A. per la sicurezza aeroportuale, il C.A.F per rendere più rapide le operazioni tecniche.